# بوهمیایی
بوهِمیایی (به انگلیسی، The Bohemian) اثری است از ویلیام-آدولف بوگرو (۱۸۲۵ - ۱۹۰۵)، نقاش آکادمیک فرانسوی که در سال ۱۸۹۰ تکمیل شد.
این تصویر، زن جوانی با پاهای برهنه را نشان می‌دهد که بر سکویی بتنی در ساحل جنوبی رودخانه سن در نزدیکی نوتردام پاریس نشسته‌است و ویولنی روی زانوانش قرار دارد. دست راستش را روی پایش گذاشته‌است در حالی که کف دست چپش به آرامی بر روی زانویش قرار گرفته طوری که به ویولنش آسیبی نرسد. شالی سبز رنگ با گل‌هایی قرمز روی شانه‌هایش بسته‌است و لباسی خاکستری به تن دارد که تا مچ پایش کشیده شده‌است. در پس زمینه اثر، منظره‌ای از رودخانه سن به وضوح دیده می‌شود و در سمت راست دختر، درختی افرا ثبت شده‌است. این دختر، مدلی بود که توسط بوگرو برای این کار و کارهای دیگر مانند «گوسفندچران» استخدام شد.
این اثر، هم‌اکنون در اختیار مؤسسه هنر مینیاپولیس است.